# Ambrogio Beretta
Ambrogio Beretta (23 de setembro de 1908 – 14 de fevereiro de 1988) foi um ciclista italiano que correu profissionalmente em 1928 e 1929. Competiu na prova de estrada individual e em equipes nos Jogos Olímpicos de 1928, em Amsterdã.